# Margaret Rowen
Margaret Rowen z domu Wright (ur. 29 października 1871 w Upland w stanie Pensylwania, zm.  5 sierpnia 1939 w Alhambrze) – prorokini i założycielka Zreformowanego Kościoła Adwentystów Dnia Siódmego. 
Margaret Rowen, aby poprzeć swój charyzmat proroczy napisała list (który podpisała nazwiskiem Ellen White). Podszywając się pod Ellen White napisała, iż Bóg powoła jeszcze jednego proroka, bez wykształcenia, będącego również kobietą. Gdy Kościół Adwentystów Dnia Siódmego udowodnił, iż Ellen White nie była autorką takowego listu, część wyznawców Zreformowanego Kościoła Adwentystów Dnia Siódmego opuściła wspólnotę.